# Cryptophaea saukra
Cryptophaea saukra – gatunek ważki z rodziny Euphaeidae. Znany z nielicznych okazów odłowionych na niewielkim obszarze w prowincji Chiang Mai w północno-zachodniej Tajlandii.